# Елзоф (Вестервалд)
Елзоф (њем. Elsoff) општина је у њемачкој савезној држави Рајна-Палатинат. Једно је од 192 општинска средишта округа Вестервалд. Према процјени из 2010. у општини је живјело 933 становника. Посједује регионалну шифру (AGS) 7143218.

## Географски и демографски подаци
Елзоф се налази у савезној држави Рајна-Палатинат у округу Вестервалд. Општина се налази на надморској висини од 370 метара. Површина општине износи 9,4 km². У самом мјесту је, према процјени из 2010. године, живјело 933 становника. Просјечна густина становништва износи 99 становника/km².